# Grand Serail, Bejrut
Grand Serail (arabsko السراي الكبير, al-Sarāy al-Kabir; francosko Le Grand Serail; znan tudi kot vladna palača) je sedež libanonskega premierja. Stoji na vrhu hriba v središču Bejruta, nekaj ulic stran od stavbe libanonskega parlamenta. Grand Serail je zgodovinska stavba, najpomembnejši od treh osmanskih spomenikov na hribu Serail, druga sta Svet za razvoj in obnovo in stolp z uro Hamidiyyeh.

## Zgodovina

### Vojašnica
Po kratkotrajni zmagi nad Osmani leta 1831 se je egiptovski vojaški kontingent, ki ga je vodil Ibrahim paša, utaboril na zahodnem pobočju strateškega zunanjega hriba, ki gleda na Bejrut. Hrib je gledal na Suq-al Munadžjidin (tkalski bazar), ki je zdaj nadomeščen z Banks Street, in obdajal Tal’at al Amrican ter mestna vrata Bab Yaacub.
V svoji knjigi Taqwim al-Ikbal šejk Abdel Basit al-Unsi opisuje hrib kot »dobro lego, zahodno od mesta, stran od prebivalstva in nadzoruje morje in Bejrut«. Bejrutčani so hrib običajno imenovali Al-Thakanat.

### Garnizon
Leta 1840 je Osmansko cesarstvo s podporo pruske, ruske in angleške mornarice ponovno zavzelo Sirijo iz rok Ibrahim paše. Osmanska vojska se je zanimala za hrib in tam postavila svojo vojaško bazo. Stavba je bila najprej uporabljena kot sedež vojaških in civilnih oddelkov, po širitvi pa je postala sedež otomanskih guvernerjev. Bejrut ga je takrat imenoval Al-Quishleh (sodobna turško Kışla), turška beseda za garnizon. Utrjevanje vojašnice se je začelo leta 1853, med krimsko vojno pa je bila dodatno razširjena. Stavba je bila do leta 1856 sestavljena iz enega samega nadstropja, dodali so drugo nadstropje in pritličje preuredili v konjeniški hlev. Med letoma 1877 in 1894 so bile izvedene velike strukturne spremembe, ki so Serailu dale končno obliko.

### Bolnišnica in sodišče
Sultan Abdulaziz (vladal 1861–1876) je ukazal zgraditi bolnišnico (Hastahane v turščini, običajno skrajšano v Hastane v sedanji sodobni turščini), ki je bila zgrajena leta 1865, ljudje so jo imenovali vojaška ambulanta. Bolnišnična stavba je obsegala dva trakta. V njenem severnem traktu je bila lekarna (ajzah). Ko so Francozi leta 1918 vstopili v mesto, so bolnišnico spremenili v sodišče. Kasneje so sodišče preselili na drugo lokacijo in stavba je postala Inštitut za likovno umetnost Libanonske univerze, vendar je vojna, ki je divjala po Bejrutu, uničila večino delov sodišča in jih spremenila v ruševine, dokler premier Rafik Hariri ni podaril vsote, potrebne za njeno rekonstrukcijo in obnovo. Od otvoritve leta 1992 stavba služi kot sedež Libanonskega sveta za razvoj in obnovo.

### Urni stolp Hamidiyyeh
Leta 1897 so v bližini Grand Seraila zgradili stolp z uro, da bi proslavili obletnico kronanja sultana Abdula Hamida II. in da bi nadomestili odsotnost javne ure, ki bi označevala obvezne muslimanske molitvene čase, še posebej, ker so številne tuje ustanove zgradile stolpe z uro v zahodnem slogu. Gradnjo stolpa z uro je odobril sultan po pismu prošnje bejrutskega guvernerja Rašida Beya. Slavnostno polaganje prvega kamna je potekalo 9. januarja 1897 (na sultanov rojstni dan) v prisotnosti visokih uradnikov, vojaških predstavnikov in članov občine Bejrut.

### Visoka komisija
Leta 1918 po porazu Osmanskega cesarstva v prvi svetovni vojni je bila zastava arabskega upora za kratek čas izobešena nad Grand Serailom do prihoda zavezniških sil, ki so v Libanon vstopile po kopnem in z morja ter zasedle Bejrut in celotno libanonsko obalo 8. oktobra 1918. Francoskega polkovnika Depiepapeja je imenoval poveljnik zavezniških sil general Allenby, prevzel je nadzor nad velikim Serailom in postal vojaški guverner države. Z odstranitvijo zastave arabskega upora je bil Grand Serail spremenjen v sedež francoskega guvernerja, ki je dobil naziv visokega komisarja francoske vlade v Levantu. Od takrat naprej se je Grand Serail imenoval Visoka komisija. Leta 1926 so Francozi uvedli spremembe na severni fasadi Grand Serail. Tako je lokasto obokan balkon nad okrašenim vhodom nadomestil severna obokana vrata, ki so bila premaknjena k južnemu vhodu. Novi balkon je postal loža za govore visokih komisarjev in predsednikov vlad. Francozi so prav tako odstranili krono nad lokom severnega vhoda, ker je vsebovala vgravirano marmorno ploščo, ki je prikazovala simbol Osmanskega cesarstva.

### Predsedniški štab
Šejk Bechara El Khoury, ki je bil prvi predsednik Libanona po osamosvojitvi in je bil na položaju od 21. septembra 1943 do 18. septembra 1952, je Serail spremenil v predsedniški sedež, preden se je preselil v palačo Qantari v Bejrutu.

### Sedež predsednika vlade
Grand Serail je po osamosvojitvi države postal sedež libanonskega premierja Riada as-Solha, ki je bil prvi libanonski premier (1943–1945) in se uporablja kot urad predsednika sveta ministrski štab od takrat.
Eksplozije v Bejrutu leta 2020 so se zgodile približno 2 km stran od palače, ki je utrpela nekaj škode. Žena in hči premierja Hassana Diaba sta utrpeli manjše poškodbe, medtem ko so njegovo zdravstveno svetovalko Petro Khoury odpeljali iz palače v bolnišnico zaradi ureznin, ki so zahtevale šivanje.

## Arhitektura in obnova

### Grand Serail
Grand Serail je sledil arhitekturni zasnovi, ki je poosebljala novo osmansko vojaško organizacijo, znano kot »novi red« (niẓām cedīd). Njena dvignjena lokacija in stroga fasada posnemata vojašnico Selimiye v Carigradu. Dokončana stavba je bila sestavljena iz dveh visokih nadstropij z daljšo fasado, ki se je raztezala čez 80 metrov. Vzhodno pročelje krasi arkadno izstopajoč portik, obdan z dvema simetričnima kriloma, vsako ločeno s tremi nizi po 16 oken. Monumentalnost stavbe je bila še bolj poudarjena leta 1861, ko je bila zgrajena vojaška bolnišnica.
Seraili je bil posebej prizadet med državljansko vojno. Njegova prenova do sedanjega stanja veličine je simbol vizije in izziva, vključenega v obnovo BCD. Obnova je bila končana v manj kot treh letih leta 1998.
Danes je Grand Serail mešanica dediščine arhitekture s sodobno notranjostjo in visokotehnološko opremo. Zvesta prilagoditev prvotne osmanske stavbe je povzročila večjo, bolj funkcionalno stavbo. Zunanje stene so v celoti obnovili in v nadstropju uporabili kamen iz porušenih objektov ter tako ohranili homogeno fasado. Vsa pogodbena in ročna dela, vključno s kamnitimi, marmornimi, jeklarskimi ali tesarskimi deli, so izvajala libanonska podjetja. Serail obsega 39.700 kvadratnih metrov površine. Štiri krila Grand Serail so razporejena okoli velikega dvorišča, ki ga na sredini obdajata vodnjak iz apnenca in carrarskega marmorja. Tako zunanjo kot notranjo fasado pokriva skupaj 588 lokov in arkad (282 lokov lokov, 197 šilastih lokov, 6 zaobljenih lokov, 11 mandolinskih lokov, 92 šilastih arkad). Severna vrata so osrednji strukturni element štirih fasad. Visoka so 11 metrov in široka 7 metrov, navdih zanje pa so bila vrata palače Beiteddine. Sredi vhodnega loka je bila vpisana marmorna tabla pod prošnjo premierja Rafika Haririja, ki se glasi: arabsko: لو دامت لغيرك لما اتصلت إليك, romanizirano Če bi politična vladavina za kogarkoli trajala večno, te ne bi dosegla. Zgornji dve nadstropji obsegata rezidenco in pisarno predsednika vlade, pisarne za njegovo osebje ter kabinet in pisarne ministrov. Pritličje sestavljajo banketna dvorana, dve recepciji, tiskovna soba in dvorišče. Končno, podzemna raven vključuje parkirišče, pisarne in prostore za osebje. V celoti Grand Serail vključuje 430 sob in prostorov poleg prostorov za vzdrževanje in drugih servisnih prostorov.

### Urni stolp Hamidiyyeh
Stolp z uro Hamidiyyah je zasnoval Youssef Aftimus in leta 1994 obnovljen v prvotno stanje. Stolp z uro je visok 25 metrov in je bil v času dokončanja najvišja stavba v Bejrutu. Zgrajen je bil iz bejrutskega peščenjaka, apnenca Jounieh, damaščanskega bazalta in rdečega kamna Deir el Qamar. 300-kilogramski zvon stolpa z uro, ki je bil obešen v tretjem nadstropju, je bil dostopen po nizu 125 stopnic iz litega železa znotraj jaška stolpa 4 x 4 metre. To nadstropje ima štiri miniaturne balkone v neo-orientalističnem slogu, na vrhu katerih so štiri velike francoske številčnice ur, ki jih je posebej uvozilo osmansko veleposlaništvo.